# محمد جمعة (مخرج)
محمد جمعة (1981 -) هو مخرج ومنتج أفلام وكاتب سيناريو مصري.

## حياته
ولد في بورسعيد، وترعرع في المنصورة. ثم سافر مع عائلته إلى الإمارات عندما كان يبلغ من العمر 12 عاما، حتى المدرسة الثانوية.
عاد إلى بلده الحبيب، درس في المعهد العالي للسينما قسم إخراج وتخرج بأعلى الدرجات في عام 2012.
أصبح جمعة مديرا وبدأت بتوجيه الفيديو الموسيقي للعديد من المطربين بأشكال مختلفة.
عمل مع عمرو دياب (المغني المصري الأكثر شهرة في العالم) والعديد من الفنانين المحلين وأخرج العديد من الحملات والإعلانات التلفزيونية للشركات العالمية (فودافون، زين، هانيويل) و(نغمات الألبوم التي ترعاها فودافون).
هو أيضا مؤسس ومالك شركة إنتاج إنتاجات الموجة الزمنية.

## أعماله[6]

### مسلسلات
- 2020 :كنا أمس (مسلسل خليجي) (مخرج).
- 2019 :نصيبي وقسمتك 3 (مسلسل)  (مخرج).
- 2018 : الشريط الأحمر (مسلسل) (مخرج ).
- 2017 :أرض جو (مسلسل) (مخرج).
- 2016 :الخانكة (مسلسل) (مخرج).
- 2004 : نشرة أخبار أى كلام (مسلسل) (مخرج ).

### أفلام
- 2006 :أحلام حقيقية (مخرج ).
- 2005 :الحاسة السابعة (سيناريو).

### برامج
- 2014 :البوص - برنامج (مخرج).

## جوائز
فاز بجائزة الأوسكار المصرية لأفضل فيلم لفيلم «أحلام حقيقيه» عام 2008.[محل شك]